# 托吉尼亚
托吉尼亚是葡萄牙波尔图区的一个堂区。总面积3.06平方公里，总人口1410人，人口密度460.8人/平方公里。